# 4110 Keats
4110 Keats (1977 CZ) là một tiểu hành tinh vành đai chính được phát hiện ngày 13 tháng 2 năm 1977 bởi Edward L. G. Bowell ở Palomar.